# Distrito electoral 3 (condado de Hamilton, Nebraska)
El distrito electoral 3 (en inglés: Precinct 3) es un distrito electoral ubicado en el condado de Hamilton en el estado estadounidense de Nebraska. En el Censo de 2010 tenía una población de 770 habitantes y una densidad poblacional de 4,13 personas por km².

## Geografía
El distrito electoral 3 se encuentra ubicado en las coordenadas 40°52′33″N 97°52′31″O / 40.87583, -97.87528. Según la Oficina del Censo de los Estados Unidos, el distrito electoral 3 tiene una superficie total de 186.25 km², de la cual 185.75 km² corresponden a tierra firme y (0.27%) 0.49 km² es agua.

## Demografía
Según el censo de 2010, había 770 personas residiendo en el distrito electoral 3. La densidad de población era de 4,13 hab./km². De los 770 habitantes, el distrito electoral 3 estaba compuesto por el 97.66% blancos, el 1.04% eran asiáticos y el 1.3% pertenecían a dos o más razas. Del total de la población el 1.04% eran hispanos o latinos de cualquier raza.